# سی‌ای (مجله علمی)
سی‌اِی: ژورنال سرطان برای پزشکان (CA: A Cancer Journal for Clinicians) یک مجله پزشکی با داوری تخصصی است که هر دو ماه یکبار توسط انتشارات ویلی بلکول برای انجمن سرطان آمریکا منتشر می‌شود. این مجله در سال ۱۹۵۰ تأسیس شد و جنبه‌های تحقیقات سرطان در زمینه تشخیص، درمان و پیشگیری را پوشش می‌دهد. سردبیر مجله دکتر دان دیزون است و سردبیر سابق دکتر عارف کمال بود. این ژورنال علمی بالاترین ضریب تأثیر (Impact Factor) را درمیان تمامی ژورنال‌های علمی در زمینه‌های علمی مختلف را داراست.
همچنین در سال ۲۰۲۴ این مجله با سایت‌اسکور ۱۱۵۴.۲، رتبه نخست را در بین تمامی نشریات علمی سایت اسکوپوس کسب کرده است که این مقدار نسبت به نسخه قبلی، بیش از ۲۸۱ واحد افزایش داشته است. این مجله نخستین نشریه‌ای است که سایت‌اسکوری بالاتر از ۱۰۰۰ به دست می‌آورد.